# نظرة الإسلام للتطور
الخلقية الإسلامية أو الخلقوية الإسلامية وتسمى بشكلٍ غير رسميٍ نظرية الخلق الإسلامية، وهي مصطلحٌ حديثٌ ظهر لتفسير ظهور الكون والحياة من وجهة نظرٍ إسلامية.
تنص العقيدة الإسلامية على أن الكون بكل ما فيه من مخلوقاتٍ سواءً البشر أو غيرهم خلقهم الله.

## انتشارها
يوجد مركز الحركة الخلقية الإسلامية في تركيا التي تحدث فيها المناظرات ضد نظرية التطور والتي شنت من قبل حركة نوركولوك لبديع الزمان سعيد النورسي منذ أواخر عقد السبعينيات. في الوقت الحاضر، من أكبر الدعاة إلى نظرية الخلقية الإسلامية هو هارون يحيى والذي يستعمل الإنترنت كواحدٍ من الطرق الرئيسية لنشر هذه الأفكار. تنظم مؤسسته للأبحاث العلمية BAV (وهي اختصار لكلمة Bilim Araştırma Vakfı) المؤتمرات بقيادة خلقيين أمريكيين. وأخرى بقيادة شخصيةٍ تركيةٍ يدعو إلى نظرية الخلق الإسلامية وهو فتح الله كولن. إن مدير مؤسسة الكُتًّاب والصحفيين لجيولن، مصطفى أكيول، كان نشيطاً في هذا الموضوع. وزيادة على ذلك، انتشرت أفكار الخلقيين لتصبح لديها مناشدة كبيرة في أندونيسيا، وماليزيا، وبين الأقليات الإسلامية في الغرب. كما في السياق المسيحي، فأن الخلقيين الإسلاميين يعتقدوا بأن نظرية التطور هو المسؤول الأساسي لنشر النظرة المادية والإلحادية في العالم. وبسبب قلة الوصف التفصيلي للخلق في القرآن، أصبحت الأوصاف الأخرى المأخوذة حرفياً من الكتاب المقدس مؤكدة في المناظرات الإسلامية. إن أكثر المفاهيم أهميةً هو الاعتقاد بأنه لا يوجد شيء يحدث عشوائياً، وإنما تحدث بإرادة الله. ولذلك أصبحت أفكار الخلقيون الإسلاميون أقرب إلى نظرية التصميم الذكي من نظرية خلق الأرض الفتية .
وطبقاً لتقرير في صحيفة الغارديان، فإن هناك أزدياد في أعداد طلاب العلوم الطبيعية الموجودين في الجامعات البريطانية والموجودين أيضاَ في سدس الكليات العلمية الذين يتحدون نظرية التطور قائلين بأن داروين كان مخطئاً. كما أن البعض يرسبون في أختبارات الجامعة بسبب اقتباسهم لأقوال من الكتاب المقدس أو من القرآن على أنها حقيقة علمية وكما نجد أن العديد من طلاب علم الأحياء في كلية لندن أصبحوا الآن مؤيدين لنظرية الخلق  في إحدى المؤتمرات التي أقيمت في المملكة المتحدة في يناير/ الكانون الثاني عام 2004، وكانت اسمها الخلقية: العلم والإيمان في المدارس، للدكتور خالد أنيس، رئيس المجتمع الإسلامي لبريطانيا، ذكر فيها بأن «المسلمين يفسرون العالم من خلال كلا الأثنين من القرآن وما هو ملموس ومشاهد. ولا يوجد تناقضٌ بين ما هو منزل في القرآن والاصطفاء الطبيعي والبقاء للأصلح. هذا وقد تطرق الباحث الدكتور منير العلي في أحد مؤلفاته إلى أن» العلم والايمان ليسا متناقضان بل يكمل أحدهما الآخر في التوصل إلى كنه الخلق خاصةً، وفهم الوجود عامةً، وإن العلم فسر الكثير مما جاء في القرآن الكريم" ، على أية حال، لا يوافق المسلمين بأن نوع واحد يمكن لها أن تتطور من نوع آخر."  على أية حال، أكثر من 1505 شخص الذين يعارضون حركة الخلقيين وحكومة براون قاموا بالإعلان مؤخراً بأنهم سينشرون المقاييس الجديدة لإزالة الخلقية من المدارس.

## علم الخلق
لحكمةٍ وسببٍ ما لم يذكر في القرآن العلامات الزمنية بدقةٍ من ناحية إشارتها للخلق وبدايته إلاَ أنه عرف بأنه أول ما خلق (وكما هو معرف عند المسلمين «كل ما دون الله مخلوق») الله هو الخالق. وأعلن بأن الله خلق السماوات والأرض في ستة أيام، وهذا «اليوم» فسرت بأنها ليست بمعناها الحرفي الأربع والعشرين ساعة بل أن هذا اليوم راجعٌ علمه لله.
وقد ذكر في القرآن أنه استخلف بني آدم على الأرض، هذه إشارة إلى أن الأرض كانت موجودةً ولم ينفِ في القرآن أن الأرض كانت مأهولةً من مخلوقاتٍ أخرى، وحدد في القرآن ضعف بني آدم وإنه لا يعلم الكثير، فالله خلق مخلوقاتٍ كثيرةً لا يعرفها الإنسان ولم يسمع عنها قط، ففي القرآن ((ويخلق مالا تعلمون))، وفي موضعٍ آخر ((وما أوتيتم من العلم إلا قليلًا)). وعلى الإنسان أن يفكر ويبحث ويتعلم. كما أن القرآن أيضاً يقول بأن الله يمكن أن يستبدل البشرية بسهولةٍ بكائناتٍ أخرى غيرها: (إن يشأ يذهبكم أيها الناس ويأت بآخرين وكان الله على ذلك قديرًا) [سورة النساء: آية 133]، وقال تعالى: (يا أيها الناس أنتم الفقراء إلى الله والله هو الغني الحميد، إن يشأ يذهبكم ويأت بخلقٍ جديدٍ وما ذلك على الله بعزيز) [سورة فاطر: آية 15 - 17]، وقال تعالى: (والله الغني وأنتم الفقراء، وإن تتولوا يستبدل قومًا غيركم ثم لا يكونوا أمثالكم) [سورة محمد: آية 38]. وكما أثبتته بعض أقوال الرسول (الحديث). فالبشر كما ذكر في القرآن بأن الله خلق الإنسان من طينٍ وكرمه على سائر المخلوقات وأورثه الأرض لعبادته ولإعمارها.
في الإسلام يتمسك العلماء المسلمون بأن أصل الخلق والكون قد أشير إليه في القرآن ولا يخوضون في الكيفية بكثرة لأنه لحكمة لم يشار إليها في القرآن. اليوم 55% من المسلمين لا يؤمنون بالخلقوية التطورية، خصوصاً بين مسلمين السنة والشيعة وحتى عند بعض متبعي الليبرالية الإسلامية[بحاجة لمصدر]. مع ذلك لايزال هناك 45% من المسلمين لا يرون تعارضًا بين الايمان بالخلق والايمان بالتطور.
ورغم أن القرآن الكريم ينص على وجود تدرجٍ في خلق الكون، مما يترك مجالًا للنظر في كيفية نُشُوئهِ (قُلْ سِيرُوا فِي الْأَرْضِ فَانْظُرُوا كَيْفَ بَدَأَ الْخَلْقَ) [العنكبوت:20]، إلا أن معظم المسلمين اليوم يميلون إلى الاعتقاد بأن الإنسان لم ينشأ من أصلٍ مشترك مع القرود، وأن الله خلق آدم مباشرة.

## آراء المفكرين المعاصرين
يتفق العديد من المفكرين المعاصرين المسلمين مع نظرية التطور، ويقولون بأن القرآن لا يخالف النظرية، بل بالعكس، حسب رأيهم، قدّم القرآن إشارات تتماشى مع اكتشافات العلماء البيولوجيين الحديثة وأن آدم هو أول إنسان عاقل (homo-sapien) ويقبلون بفكرة وجود بشرانيات قبل آدم. يزعم هؤلاء المفكرون أن آيات الخلق وقصة آدم وحواء تم تفسيرها بشكل خاطئ وأنه تم تقديم رؤية ضيقة أدت إلى سوء فهم كبير، ويقدمون تفسيرات جديدة لتلك الآيات تتماشى مع العلم الحديث والنص القرآني.
ومن أبرز ممثلي هذا الاتجاه محمد شحرور والدكتور عدنان إبراهيم والدكتور شعيب مالك والدكتور ديفيد سولومون جلاجل 

## الاتجاه الاستثنائي الإنساني
يمثل الاتجاه الذي يستثني الإنسان من عملية التطور شريحة كبيرة من العلماء والباحثين المسلمين. وهم من يقولون بأن نظرية التطور لا تعارض القرآن والحديث النبوي ولكنهم ينفون أن يكون الإنسان قد تطور هو الآخر من سلف مشترك له مع الحيوانات لأن ذلك مناف لقصة الخلق المباشر لآدم التي ذكرت في القرآن والحديث النبوي. ومن أبرز اتجاهات هذا التيار الداعية محمد حجاب والدكتور ياسر قاضي والدكتور نوح كيلر

## التطور عند الأحمدية
تتبنى الجماعة الأحمدية منظورًا للتطور يتسم بالقبول العالمي، مع التأكيد على إيمانها بعملية مصممة إلهيًا. تدافع هذه الحركة بنشاط عن مفهوم "التطور" بإرشاد الله. على مدار عدة عقود، أصدر المجتمع باستمرار منشورات مختلفة تدعم المبادئ العلمية التي يقوم عليها التطور.

## وصلات خارجية
- الإيحاء والرشد والمعرفة والحقيقة لمرزا طاهر أحمد
- العلم في القرآن لأشرف سلماوي
- ردود المسلم على نظرية التطور لعبد الماجد
- التطور القرآني والتصميم الذكي لإياد حجازي وسيلفيا نيميرز